# Мисливці за головами 2
Мисливці за головами 2 (англ. Hardball) — американський продовження бойовика «Мисливці за головами».

## Сюжет
Спецагент з упіймання втікачів перейшов дорогу босам місцевої мафії, і вони замовили його вбивство. Найнебезпечніші зіткнення, переслідування, захоплення заручників, безліч вибухів, і у фіналі цієї кривавої битви тільки один залишиться в живих.

## У ролях
- Майкл Дудікофф — Джерсі
- Ліза Говард — Бі Бі
- Тоні Кертіс — Велд
- Стів Бачіч — Карлос
- Л. Гарві Голд — Сантос
- Пабло Коффі — Теодор Тайлер
- Різ МакБет — Чилі
- Ейпріл Телек — Фіона
- Клер Райлі — лейтенант Ортега
- Гарі Чок — Вассер
- Дейл Вілсон — Чак Ремсі
- Алекс Грін — Басс
- Вейн Кнеччел — Вейссон
- Джим Джонстон — черговий сержант